# Шустерман, Ричард
Ричард Шустерман (англ. Richard Shusterman; род. 1949) — американский философ-прагматик, известный благодаря своему вкладу в эстетику как философскую дисциплину и развивающуюся область под названием сомаэстетика. В настоящее время он является обладателем премии за выдающийся вклад в гуманитарные науки имени Дороти Ф. Шмидт и профессором философии в Атлантическом Университете Флориды.

## Ключевые идеи

### Место Шустермана в современном прагматизме
Современный прагматизм может быть подразделён на два подхода: неоклассический и неоаналитический. Последний хорошо описал Ричард Рорти как сочетание элементов классического прагматизма и аналитической философии, дополненное идеями таких континентальных мыслителей, как Мартин Хайдеггер. Первый же подход, представленный Сьюзан Хаака и многими другими авторами, является более консервативным в своём развитии классических традиций и занимает критическую позицию по отношению к Рорти и его толкованию.
Если принять подобное описание этих двух подходов в качестве верных, то прагматизм Шустермана лежит где-то посередине между вышеупомянутыми позициями. Несмотря на то, что аналитические черты его подхода и согласие с некоторыми идеями Рорти (он даже объединяет свою и мысль Рорти под одной общей категорией « реконструктивного родословно-поэтического прагматизма»), казалось бы, делает его неоаналитическим прагматистом, но важность, придаваемая им опыту, место которого в позиции Рорти заменяет язык, делает Р. Шустермана типичным сторонником неоклассического подхода.
Помимо классического прагматизма и аналитической философии интересы Шустермана затрагивают различные традиции и дисциплины: континентальную социологию (Пьер Бурдье) и философию (Мишель Фуко, Мишель Монтень, Фридрих Ницше); западные (Моше Фельденкрайз, Ф. Маттиас Александр) и восточные (Конфуций) практики тела.
Это разнообразие интересов и источников вдохновения находит отражение в философских работах Шустермана, которая включает в себя не только эстетику, но и метафизику, этику, философию языка, политические теории, а также метафилософию, в которых он проповедует идею философии как искусство жизни.

### Опыт
Опыт является основополагающей категорией прагматизма Шустермана как с точки зрения методологии (прагматик должен всегда опираться на опыт), так и с точки зрения онтологии и эпистемологии (опыт является звеном между взаимодействующими энергиями, соединяющими само тело и окружающий мир). Хотя, следует отметить, что в отличие от Джона Дьюи, Шустерман не занимается построением общей метафизической концепции, он сделал существенные замечания по поводу предположений Дьюи и защищает его идею о существовании непосредственного, не-дискурсивного опыта от критических нападок Ричарда Рорти.
В то время как Рорти разделяет стремление Дьюи преодолеть эпистемологический фундаментализм, он (Рорти) считает, что понятие языка лучше подходит для этой цели, чем понятие непосредственного, не-дискурсивного опыта, которое предпочитает Дьюи. Рорти также говорит, что сама теория Дьюи уступает интерпретации фундаменталистов, при которой непосредственный, не-дискурсивный опыт выступает в качестве доказательства для утверждений о конкретном.
Поэтому Шустерман утверждает следующее:
(а) Вера анти-фундаменталистов в понятие языка не так очевидна, как думает Рорти (на самом деле язык часто используется в качестве фундаменталистской категории)
(b) Дьюи, в сущности, никогда не стремился к тому, чтобы его теория опыта была включена в традицию эпистемологического фундаментализма, а хотел превознести значимость и ценность непосредственного опыта, в том числе « наименее опосредованного телесного опыта» и подчеркнуть положительную роль, которую может сыграть подобный опыт в улучшении качества человеческой жизни. Хотя Шустерман полагает, что фундаментализм (не тот, в котором Рорти упрекает Дьюи, а тот, что говорит о конкретности неопосредованного опыта как о необходимом звене, делающим мысль отчётливой, логически связной и доступной для понимания), он считает, что ценность опыта в философском смысле должна быть представлена в анти-фундаменталистской форме.
По мнению Шустермана и Дьюи, восточные медитативные практики восстанавливают такое восприятие действительности, при котором человек воспринимается зависящим от существующего в обществе морального порядка. Шустерман также подчёркивает, что даже если, как утверждает Рорти, критические положения Уилфрида Селларса относительно мифа доказывают невозможность интеграции недискурсивного соматического (телесного) опыта в эпистемологию, это не исключает, что подобный опыт может быть успешно представлен в философии как таковой, поскольку противоположная точка зрения приведёт к конфликту философии с одной из её дисциплин, а именно теорией сознания. И тот факт, что мы с трудом можем представить применение неопосредованного соматического опыта в какой-либо форме в философии, не доказывает его невозможность, а говорит лишь о том, что наше понимание философии находится под давлением идеалистической парадигмы, естественно враждебной телу как таковому. Желание изменить подобное положение дел является причиной, по которой Шустерман разрабатывает философскую дисциплину, обращённую к самому телу и телесным переживаниям: Сомаэстетику.

### Определения искусства
Шустерман обращается и к философской проблеме определения искусства, причем делает это двумя способами — представляет метатеоретические исследования и пытается дать свое собственное определение.
В метатеоретических работах он критикует эссенциалистские, классификационные определения искусства (которые предпочтительны в традиционной аналитической философии), называя их «обертывающими определениями» («wrapper definitions»), так как они нацелены на «идеальное покрытие» («at the perfect coverage») логического экстенсионала «искусство». По мнению Шустермана, такие определения проблематичны из-за спорной ценности искусства и его непредсказуемого развития в будущем. Он также утверждает, что есть более важная цель определения искусства, нежели это концептуальное покрытие, которое направлено на «высвечивание особой роли и ценности искусства или… на улучшение понимания искусства» («illuminating the special point and value of art or… improving art’s appreciation»).
Шустерман говорит, что, хотя такие идеи могут и совпадать, иногда они не совпадают, а потому неправильно исключать какие-либо определения лишь на том основании, что они не удовлетворяют стандартам таксономической обоснованности (taxonomical validity), например, оценочные суждения, которые могут оказаться полезными в определенных случаях. Помимо критики «обертывающих определений» в целом, он также раскритиковал определения, предложенные Джорджем Дики и Артуром Данто, в частности.
На определение искусства Шустерманом повлиял концепт искусства как опыта, который предлагал Дьюи, хотя и со значительными изменениями. Принимая большинство ключевых положений Дьюи (как то, что он не может быть редуцирован к психическому уровню субъекта, и является скорее взаимодействием между субъектом и объектами), некоторые Шустерман все же считал спорными (например, уверенность Дьюи в единстве и согласованности эстетического опыта Шустерман дополнил бы эстетикой разрыва и фрагментированности)
Шустерман говорит, что Дьюи был неправ, когда относился к собственному определению искусства как опыта как к традиционалистскому «обертывающему определению», что сделало его более уязвимым для критики. Так, это определение являлось и слишком узким, и слишком широким, так как всегда найдутся примеры искусства, которые не приведут к получению эстетического опыта, и наоборот, в некоторых случаях такой опыт может быть получен не от произведений искусства, а от, например, естественной красоты. По мнению Шустермана, Дьюи следовало бы наделить опыт трансформирущими качествами. Задуманное таким образом определение искусства как опыта имело бы неоспоримую ценность, потому как, хотя оно было и неспособно объять весь экстенсионал слова «искусство», оно бы «подчеркивало крайне важное фоновое условие, направление и значимую цель искусства» («underlines a crucial background condition, direction, and valued goal of art») — эстетический опыт —, а также помогало бы расширить «сферу искусства, бросая вызов жесткому разделению искусства и действия, которое поддерживается определением искусства как мимесиса, поэзиса или же узкой практикой, присущей институтам арт-мира» («the realm of art by challenging the rigid division between art and action that is supported by definitions that define art as mimesis, poiesis, or the narrow practice defined by the institutional art world»)
Шустерман также дополняет определение искусства как «драматизации», тем самым как бы «подсвечивая» («illuminating») с другой стороны то определение, что он унаследовал от Дьюи. Помимо этого, «драматизация» акцентирует внимание на другой, не менее важной, цели искусства — примирении всегда сопутствующих, но, в то же время, конфликтующих черт искусства: историцизма и реализма. Понятие «драматизации» включает в себя и гармонизирует два важных момента: помещения произведения искусства в формализованные рамки (например, рамка театрального представления) и интенсифицирует эмпирический опыт, получаемый от произведения. Таким образом, «драматизация» становится основанием для синтеза историцизма и реализма, которое, по мнению Шустермана, можно редуцировать к формальной институциональной рамке произведения искусства (историцизм) или к интенсификации эмпирического опыта, который присущ искусству как таковому (реализм)
Оба определения Шустермана стали предметами критики и комментирования.

### Теория интерпретации
Проблема интерпретации является одной из самых важных в рамках современного дискурса в гуманитарных науках. Шустерман принимал участие в дискуссии относительно этой проблемы: он был одним из редакторов фундаментальной антологии «The interpretive turn», а также высказывал свое мнение по этому вопросу в своих работах. Его мнение базировалась на противопоставлении одновременно и деконструкции, и аналитической эстетике, которые, в свою очередь, являются противоположными полюсами в теории интерпретации. Он утверждает, что оба этих направления сходятся в «картине понимания как повторного захвата и воспроизводства частного … [раздельного и автономного] значимого объекта» («a picture of understanding as the recapturing or reproducing of a particular … [„separate and autonomous“] meaning-object»), но различаются в возможности осуществления этого акта. Деконструктивисты полагают, что любая интерпретация ошибочна, так как язык — это «систематическая игра в различия» («systematic play of differences»). Представители же аналитической эстетики, напротив, считают, что объективный смысл произведения «метафизически в нем закреплен» («metaphysically fixed in the artwork»), связывая это с интенцией автора или с семантическими чертами, присущими самому произведению" («semantic features of the work itself»)
Для того, чтобы избежать обеих этих крайностей, Шустерман предлагает концепцию текстового значения, которая была вдохновлена «языковыми играми» Виттгенштейна. В ней значение представляется как коррелят понимания — способность обрабатывать [что-то] и отвечать на это определенными общепринятыми способами («an ability to handle or respond to [something] in certain accepted ways») которые, несмотря на необходимость быть принятыми обществом, могут серьезно различаться, представляя собой «интерпретационные игры» («interpretation games»).
Интерпретация, таким образом, это не акт (успешный или неизбежно обреченный на провал) улавливания смысла текста, но скорее его [смысла] конструирование или, как бы выразился Шустерман, акт «осмысления» («making sense») текста. Одно из следствий такого мнения — это то, что корректность интерпретации всегда зависит от имплицитных «правил» конкретной «интерпретационной игры». Вследствие того, что неисчислимое количество «языковых игр» существует симультанно, а некоторые сильно изменились в ходе истории (некоторые вообще исчезли), мы можем говорить о множественности корректных интерпретаций одних и тех же текстов в синхроническом и диахроническом измерениях. Еще одним выводом теории Шустермана становится возможность логического плюрализма, согласно которому могут сосуществовать не только различные (иногда противоположные, но в все равно верные интерпретации — то есть плюрализм на когнитивном уровне), но и таким способы восприятия текста, которые вообще не предполагают интерпретации, но нацеленные на другие полезные цели (например, доставить удовольствие или актуализировать старый текст для современных читателей).
Еще одним вкладом, который внес Шустерман в теорию интерпретации, была его критика «герменевтического универсализма», как он его называл, и к которому относились, среди прочих, Ганс-Георг Гадамер, Александр Нехамас и Стэнли Фиш. Соглашаясь с их анти-фундаменталистским порывом, Шустерман, в то же время, опровергал их тезис, что «воспринимать, читать, понимать, или вести себя во всей разумности… значит всегда интерпретировать» («to perceive, read, understand, or behave at all intelligently … must always be to interpret»), множеством оригинальных аргументов. Он также настаивал на том, что понятие интерпретации нуждается в особенном подходе («contrasting category»), чтобы гарантировать собственную наполненность смыслом. Если же все есть интерпретация, то понятие теряет свой смысл. Он доказывал, что мгновенное, неинтерпретирующее понимание («non-interpretive understanding») может обеспечить этот особый подход.
Вклад Шустермана в теорию интерпретации не был бы описан в полной мере без упоминания его статей по литературной критике, которые он создал в его ранний, аналитический период. Он критиковал интерпретационный интенционализм и деконструктивизм, а также аналитические и неопрагматические литературные теории, которые, по его мнению, опираются на идеологию профессионализма.

### Популярное искусство
По мнению Шустермана, эстетическая легитимизация популярного искусства — это одна из значимых социокультурных проблем. Он чувствует, что, хотя популярное искусство сейчас и является социально оправданным, его художественная ценность все еще под вопросом, что приводит к возникновению следующих барьеров для его восприятия:
- Популярному искусству «не хватает художественной заботы и контроля» («deprived of artistic care and control»), которые могли бы защитить его от негативного влияния рынка. Вследствие этого, оно довольно часто становится «тяжелыми для восприятия в своей грубости» («brutally crude in sensibility»[22]);
- Удовольствие, получаемое от такого искусства, неполноценно, так как оно связано с унижением, исходящим от официальных институтов арт-мира, которые не признают популярное искусство;
- Эта ситуация «интенсифицирует болезненные процессы раскалывания мира и даже нас самих» («this situation in turn intensifies painful divisions in society and even in ourselves»[23]).

Искренний защитник эстетики популярного искусства, Шустерман все же отделяет свою позицию от позиции безоговорочных апологетов популярного искусства и характеризует ее скорее как позицию мелиоризма, согласно которой он «признавал и недостатки, присущие популярному искусству, и его достоинства, но утверждал, что популярное искусство должно быть более высокого качества, потому как оно может достигать (и часто достигает) высокого эстетического уровня и говорить на социально значимые темы» («recognizes popular art’s flaws and abuses but also its merits [while also holding] that popular art should be improved because it can and often does achieve real aesthetic merits and serve worthy social ends»). Шустерман считал, что легитимизация популярного искусства может быть достигнута двумя путями:
- В целом на теоретическом уровне:
  - Он продвигает свое определение искусства как опыта, предполагая, что оно могло бы «оказать эффект на художественную легитимизацию» популярного искусства (например, рок-музыки), «ведь оно доставляет удовольствие так сильно и так часто людям всех наций, культур, классов» («effect the artistic legitimation of popular art (e.g., „rock music“) which affords such frequent and intensely gratifying aesthetic experience to so many people from so many nations, cultures, and classes»[25]);
  - Спорит с наиболее влиятельными критиками современного искусства (например, с Теодором Адорно и Аланом Блумом[26]);
  - Анализирует на концептуально-этимологическом и генеалогическом уровнях феномен развлечения, чтобы указать на его позитивное влияние на существование человечества[27].
- Шустерман был также вовлечен в критику художественной ценности отдельных жанров и даже работ, выступая в защиту кантри-музыки и рэпа[28]. Несмотря на то что определение, которое он предлагает для рэпа, вызывает некоторые вопросы[29], нельзя отрицать его новаторство на этом теоретическом поле. Возможно, Шустерман был первым философом, написавшем о рэпе[30].

## Сомаэстетика
Согласно Шустерману растущая озабоченность нашей культуры телом пока не нашла достойного ответа в рамках философии, которая пренебрегает телесным, однозначно конституируя или сводя его к родовым и расовым различиям, при этом не имея желания или возможности противостоять негативному влиянию современного помешательства на теле (например, тенденции, согласно которой «современные эстетические идеалы тела находятся в рабстве ничтожных и угнетающих стереотипов, которые больше направлены на увеличение прибыли косметических компаний, чем на обогащение нашего опыта различными прекрасными телами»). Философская эстетика уделяет очень мало внимания телу в результате «умышленного пренебрежения телом в основополагающем тексте современной эстетики Баумгартена, бездействие также подкреплено последующими идеалистическими теориями (от Канта через Гегеля и Шопенгауэра до современных теорий, в которые постулируют лишь безразличное созерцание тела)». По мнению Шустермана, для современных гуманитарных дисциплин, посвящённых телу, присуща нехватка концептуальных рамок, которые позволили бы им объединить свои усилия и сделали бы возможным взаимодействие с естественными науками и различными телесными практиками.
Для разрешения этих философских пробел Шустерман предложил новую дисциплину, названную им «сомаэстетикой». Философ характеризовал эту дисциплину как междисциплинарный проект на стыке теории и практики, основанный на философской эстетике, которая может быть определена как:

критическое, мелиоративное изучение опыта и использования тела в качестве центра сенсорно-эстетического восприятия (эстетика) и творческой самореализации […], посвящённое [также] познанию, дискурсу и дисциплинам, которые придают стройность такой заботе о теле и могут усовершенствовать её— R.Shusterman, “Somaesthetics and Care of the Self: The Case of Foucault”, Monist, 83, 2000, p. 532-533.
Для прояснения терминологических вопросов, следует отметить, что Шустерман намеренно использовал термин ‘сома’ (вместо более распространённого ‘тело’) в названии своей дисциплины, чтобы подчеркнуть одну важную особенность его концепции телесности. Для Шустермана, который в этом смысле является настоящим учеником Дьюи, такие измерения человека как телесное и психическое (также как культурное и биологическое) онтологически нераздельны друг от друга, и для обозначения этого единства (это «научное восприятие дуализма тела и разума») он предпочитает использовать термин ‘сома’, который в отличие от ‘тела’ не может означать пассивную плоть, противопоставленную динамичным душе и разуму.
Несмотря на то, что на первый взгляд проект Шустермана кажется новаторским и даже идущим вразрез с традицией, её различные элементы, что признаёт и сам Шустерман, можно найти во многих уважаемых традициях: не только античной древнегреческой философии и наследующей её западной философии (Мишель Монтень, Джон Дьюи, М. Фуко), но и восточно-азиатской мудрости, такой как конфуцианство. Сомаэстетика подразделяется на три основные ветви:
- аналитическая сомаэстетика, которая являет собой «попытку описательного и теоретического анализа, посвящённую объяснению происхождения наших телесных представлений и практик, их функцию в нашем знании и построении мира. Помимо традиционных тем в философии сознания, онтологии и эпистемологии, которые говорят о психофизических проблемах и роли соматических факторов в сознании и действии, аналитическая сомаэстетика также включает в себя генеалогический, социологический и культурный анализы, разработанные Бовуар, Фуко и Пьером Бурдье»[34];

- прагматическая сомаэстетика, которая в противовес описательной аналитической, «имеет отчётливо выраженный нормативный, часто предписывающий, характер, поскольку предлагает конкретные методы по улучшению телесных привычек и практик, включая в себя их сравнение, пояснение и критику»[35]

- практическая сомаэстетика «подразумевает реальное участие человека в работе над дисциплиной и рефлексами тела, направленной на развитие его возможностей[36]».

Сам Шустерман работает над тремя разделами сомаэстетики. Во-первых, он аналитически рассматривает состояние, в котором находится тело, как отправную точку человеческого существования, говорит о том, как важную роль оно играет в сфере познания, этики, политики и эстетики. 
Во-вторых, в рамках прагматической эстетики он анализирует различные методы телесной терапии и соматического обучения (например, метод Фельденкрайза, технику Александера, биоэнергетику); критикует различных мыслителей, среди которых Эдмунд Бёрк, Морис Мерло-Понти, Симона де Бовуар и Мишель Фуко, за пренебрежение или недооценку значения различными образами заботы о теле; изучает восточное искусство любви; ставит вопрос о важности сомаэстетики в гуманитарном образовании;
В-третьих, как сертифицированный Фельденкрайз-практик Шустерман даёт мастер-классы по сомаэстетике, которая включает в себя практические упражнения, а также имеет опыт в лечении разных случаев соматической инвалидности[неизвестный термин].
В настоящее время существует онлайн Журнал по сомаэстетике.